# Hal Abelson
Pour les articles homonymes, voir Abelson.
Harold « Hal » Abelson, né le 26 avril 1947, est un universitaire américain du MIT. Il est Class of 1922 Professor of Computer Science and Engineering au MIT. Il est connu comme membre fondateur de la Free Software Foundation et de Creative Commons.

## Biographie
Harold Abelson étudie à l’université de Princeton avec un Bachelor et  soutient un Ph.D. en mathématiques au MIT en 1973, sous la direction de Dennis Sullivan, avec une thèse intitulée « Topologically Distinct Conjugate-Varieties with Finite Fundamental-Group ».

## Contributions

### Logiciel libre
Personnalité du mouvement du logiciel libre, Abelson est l’un des fondateurs en 2001 de Creative Commons et il est membre fondateur de la  Free Software Foundation et fait partie de son Board of Directors. Il était directeur d’un ONG intitulée Center for Democracy and Technology, à Washington D.C. il a également servi la cause de la culture libre au sein de l'organisme Public Knowledge.

### Enseignement
Au MIT, il est actif dans le développement de l’enseignement de la géométrie au moyen du langage de programmation Logo et de la programmation par tortues ; il écrit une implémentation sur Apple II et plusieurs livres à ce sujet. Le cours d’introduction à l’informatique élaboré avec Gerald Jay Sussman fait l’objet de leur livre Structure and Interpretation of Computer Programs qui a eu une grande influence. Avec Sussman il dirigeait aussi le projet Mathematics and Computation au MIT.
Son livre Turtle Geometry écrit avec Andrea diSessa en 1981, présente une approche calculatoire de la géométrie, saluée comme un nouveau  processus d’enseignement et d’apprentissage de la géométrie. En mars 2015, une copie de l’implémentation de 1969 de la Turtle graphics (en) a été vendue à la The Algorithm Auction (en), la première vente aux enchères d’algorithmes.
Dans le cadre de ses activités au sein du MIT, il développe le langage de programmation MIT/GNU Scheme puis le distribue en logiciel libre en l'intégrant au projet GNU.
Lors d’une année sabbatique en 2009, il est invité chez Google, où il fait partie du groupe « App Inventor for Android », un programme pédagogique dont le but est de faciliter l’écriture d’applications pour mobile par des personnes sans expérience en programmation, et aussi « d’explorer si ceci change la nature de l’initiation à la programmation ». Il est coauteur du livre App Inventor avec David Wolber, Ellen Spertus et Liz Looney, publié par O'Reilly Media en 2011.

### Aaron Swartz
En janvier 2013, Aaron Swartz défendeur du open access se suicide, après la menace d’une longue peine de prison pour avoir téléchargé des articles de JSTOR à travers le réseau « open access » du campus du MIT.
À la suite, le MIT charge Hal Abelson de diriger des investigations internes sur les choix de l’école et son rôle dans les poursuites engagées par le FBI contre  Aaron Swartz,,. Le rapport a été remis en juillet 2013 ; il conclut que le MIT n’a rien fait de légalement incorrect, mais il recommande au MIT de changer son règlement interne sur certains points.

## Ouvrages
Le plus connu de ses livres est :
- Structure and Interpretation of Computer Programs, avec Gerald Jay Sussman et Julie Sussman, MIT Press and McGraw-Hill, 1985. Traductions en français en 1989, japonais, et allemand. Seconde édition, 1996. — Le livre traite des principes et concepts de la programmation informatique, comme l’abstraction en programmation, l’abstraction métalinguistique (en), la récursivité, les interpréteurs et la programmation modulaire.

Autres livres :
- Harold Abelson et Andrea diSessa, Turtle Geometry : The Computer as a Medium for Exploring Mathematics, MIT Press, 1980, xx+477 (ISBN 0-262-01063-1, SUDOC 023763671). — Autre tirages en 1981, 1982, édition brochée en 1986. Traductions en espagnol, italien, polonais et bulgare.
- Harold Abelson, Logo for the Apple II and Apple Logo, Peterborough, N. H., Byte Books, 1982, xii+ 228 (ISBN 0-07-000426-9, SUDOC 024481386). — Traductions en espagnol, français, allemand, japonais et chinois.
- Amanda Abelson et Harold Abelson, Logo for the Macintosh : An Introduction through Object Logo, Cambridge, MA, Paradigm Software, 1992.
- Harold Abelson, Kenneth Ledeen et Harry Lewis, Blown to Bits : Your Life, Liberty, and Happiness after the Digital Explosion, Prentice-Hall, 2008, xiv+366 (ISBN 978-0-13-713559-2, SUDOC 132212366, lire en ligne).
- (en) Harold Abelson, Liz Looney, Ellen Spertus et Dave Wolber, App Inventor : Create Your Own Android Apps, O'Reilly Media, 2011, xxii-360 (ISBN 978-1-4493-9748-7, SUDOC 155089110, lire en ligne). — Nouvelle édition en 2014

## Prix et distinctions
- 1992: MacVicar Faculty Fellows du MIT ; nomination parmi les six premiers, « en reconnaissance de ses contributions significatives et durables à l’enseignement et à l’éducation under-graduat »[13].
- 1992 : Prix Bose (MIT's School of Engineering teaching award)[13]
- 1995 : Prix Taylor L. Booth en éducation (en) décerné par la IEEE Computer Society, « pour ses contributions continuelles à la pédagogie et à l’enseignement de l’introduction à l’informatique »[14].
- 2011 : Karl V. Karlstrom Outstanding Educator Award de l’ACM « pour sa contribution à l’éducation en informatique par des avancées innovantes dans les programmes d’enseignements conçus pour des étudiants cherchant à acquérir des compétences différentes en informatique, et pour son leadership dans le mouvement en faveur des ressources ouvertes en éducation » [15].
- 2012 : Prix SIGSE pour contribution exceptionnelle à l’enseignement en informatique de l’ACM[16].

Abelson est fellow de l’IEEE.